# Tuta Bastos
Moacir Bastos (São Paulo, Brasil, 20 de junio de 1974), más conocido como Tuta, es un exfutbolista brasileño que jugaba de delantero.

## Clubes
| Club                    | País          | Año       |
| ----------------------- | ------------- | --------- |
| XV de Piracicaba        | Brasil        | 1995      |
| Juventude               | Brasil        | 1996      |
| Portuguesa              | Brasil        | 1997      |
| Venezia                 | Italia        | 1998-1999 |
| Atlético Paranaense     | Brasil        | 1999-2000 |
| Flamengo                | Brasil        | 2000      |
| Palmeiras               | Brasil        | 2001      |
| Anyang LG Cheetahs      | Corea del Sur | 2002      |
| Flamengo                | Brasil        | 2002      |
| Suwon Samsung Bluewings | Corea del Sur | 2003      |
| Coritiba                | Brasil        | 2004      |
| Fluminense              | Brasil        | 2005-2006 |
| Grêmio                  | Brasil        | 2007      |
| São Caetano             | Brasil        | 2008      |
| Náutico                 | Brasil        | 2009      |
| Resende                 | Brasil        | 2010-2011 |
| Brasiliense             | Brasil        | 2011      |
| União Barbarense        | Brasil        | 2012      |
| Juventus                | Brasil        | 2013      |
| Flamengo de Piauí       | Brasil        | 2014      |
| Francisco Beltrão       | Brasil        | 2014-2015 |
| Taboão da Serra         | Brasil        | 2016      |

## Palmarés

### Campeonatos regionales
| Título                | Club                | País              | Año  |
| --------------------- | ------------------- | ----------------- | ---- |
| Campeonato Paranaense | Atlético Paranaense | Paraná            | 2000 |
| Campeonato Paranaense | Coritiba            | Paraná            | 2004 |
| Campeonato Carioca    | Fluminense          | Río de Janeiro    | 2005 |
| Campeonato Gaúcho     | Grêmio              | Río Grande do Sul | 2010 |

### Campeonatos nacionales
| Título         | Club   | País   | Año  |
| -------------- | ------ | ------ | ---- |
| Copa de Brasil | Grêmio | Brasil | 2016 |